# Karolína Řepová
Karolína Řepová je absolventkou Pedagogické fakulty Univerzity Karlovy v Praze v oborech hudební výchova a sbormistrovství. Dirigování studovala pod vedením Marka Valáška a Jaroslava Brycha. Jako flétnistka spolupracovala s Národní galerií v Praze na komponovaných programech V hodině člověka.
Působí jako sbormistryně koncertního oddělení dětského sboru Pražská kantiléna, dívčího sboru Pražská kantiléna a smíšeného pěveckého sboru Ajeto. S oběma odděleními Pražské kantilény získala řadu ocenění na zahraničních pěveckých soutěžích (např. v Belgii, Německu či Maďarsku). V neposlední řadě je lektorkou České Orffovy společnosti, účastní se mezinárodních kurzů, pravidelně vyučuje na seminářích pro učitele hudební výchovy a také vede hudební tvůrčí dílny pro děti (Symfonický orchestr FOK, Letní slavnosti staré hudby PICCOLI).